# Lijst van voetbalinterlands China - Nigeria (vrouwen)
Deze lijst van voetbalinterlands is een overzicht van alle officiële voetbalinterlands tussen de nationale vrouwenteams van China en Nigeria. De landen hebben tot nu toe zes keer tegen elkaar gespeeld.

## Wedstrijden
| № | Plaats      | Datum             | Competitie                                    | Wedstrijd       | Uitslag |
| - | ----------- | ----------------- | --------------------------------------------- | --------------- | ------- |
| 1 | Hongkong    | 16 januari 2000   | Vriendschappelijk                             | China − Nigeria | 3 − 1   |
| 2 | Canberra    | 14 september 2000 | Olympische Spelen 2000                        | China − Nigeria | 3 − 1   |
| 3 | Panjin      | 22 augustus 2003  | Vriendschappelijk                             | China − Nigeria | 1 − 0   |
| 4 | Dalian      | 25 augustus 2003  | Vriendschappelijk                             | China − Nigeria | 2 − 3   |
| 5 | Qinhuangdao | 27 juli 2008      | Vriendschappelijk                             | China − Nigeria | 2 − 2   |
| 6 | Wuhua       | 17 januari 2019   | Four Nations Women's Football Tournament 2019 | China − Nigeria | 3 − 0   |

## Samenvatting
| Competitie                               | Totaal gespeeld | Winst China | Gelijk | Winst Nigeria | Doelsaldo China – Nigeria |
| ---------------------------------------- | --------------- | ----------- | ------ | ------------- | ------------------------- |
| Olympische Spelen                        | 1               | 1           | 0      | 0             | 3 − 1                     |
| Four Nations Women's Football Tournament | 1               | 1           | 0      | 0             | 3 − 0                     |
| Vriendschappelijk                        | 4               | 2           | 1      | 1             | 8 − 6                     |
| Totaal                                   | 6               | 4           | 1      | 1             | 14 − 7                    |

CFA · A-internationals · Chinees mannenelftal
1986 – 1989 · 1991 – 1999 · 2000 – 2009 · 2010 – 2019 · 2020 – 2029
Argentinië ·
Australië ·
Brazilië ·
Canada ·
Chili ·
Colombia ·
Costa Rica ·
Denemarken ·
Duitsland ·
Engeland ·
Filipijnen ·
Finland ·
Frankrijk ·
Ghana ·
Guam ·
Guatemala ·
Haïti ·
Hongarije ·
Hongkong ·
Ierland ·
IJsland ·
India ·
Indonesië ·
Iran ·
Italië ·
Ivoorkust ·
Japan ·
Joegoslavië ·
Jordanië ·
Kameroen ·
Kazachstan ·
Kroatië ·
Maleisië ·
Mexico ·
Mongolië ·
Myanmar ·
Nederland ·
Nieuw-Zeeland ·
Nigeria ·
Noord-Korea ·
Noorwegen ·
Oekraïne ·
Oezbekistan ·
Portugal ·
Roemenië ·
Rusland ·
Schotland ·
Sovjet-Unie ·
Spanje ·
Tadzjikistan ·
Taiwan ·
Thailand ·
Tsjechië ·
Verenigde Staten ·
Vietnam ·
Wales ·
Zambia ·
Zimbabwe ·
Zuid-Afrika ·
Zuid-Korea ·
Zweden ·
Zwitserland